# Jessie Forbes Cameron
Jessie Forbes Cameron (Stanley, Escócia, 8 de janeiro de 1883 – Southwold, 27 de março de 1968) foi uma matemática britânica, que em 1912 foi a primeira mulher a obter um doutorado em matemática na Universidade de Marburgo, Alemanha.

## Formação e trabalho
Jessie Cameron nasceu em 8 de janeiro de 1883 em Stanley, Perthshire, Escócia, um dos oito filhos de James Cameron, diretor de uma escola de uma vila em Perthshire, e sua mulher Jessie Forbes.
Depois de frequentar a Perth Academy na Escócia, Jessie Cameron estudou por quatro semestres na Universidade de Edimburgo. De 1905 a 1908 estudou matemática no Newnham College, que faz parte da Universidade de Cambridge, na Inglaterra, e obteve um MA. Lá, foi classificada como a décima melhor em sua classe (o que lhe valeu a distinção "10th Wrangler"), passou no "Mathematical Tripos" e se formou em Bacharel em Artes (BA).

### Estudos de pós-graduação
Cameron mudou-se para a Universidade de Göttingen, na Alemanha, para fazer mais dois semestres de matemática e, por fim, matriculou-se na Universidade de Marburgo, por três semestres. Sob a orientação do matemático Kurt Hensel, Cameron escreveu sua tese Uber die Zerlegung einer Primzahl in einem komponierten Körper.

Antes de seu doutorado ser oficialmente concluído, no entanto, havia uma barreira adicional a ser superada. Parece que ela completou o trabalho e obteve a aprovação de seu orientador, Kurt Hensel, sem perceber uma advertência menos conhecida para se formar em uma universidade alemã. De acordo com Lorch-Göllner, ela recebeu a seguinte carta do decano da Faculdade de Filosofia em 10 de novembro de 1911. 
"Although your doctoral thesis was judged favorably by the representatives of mathematics, especially by Privy Councilor Hensel, your admission to the rigorous examination is unfortunately subject to legal difficulties, which have to be fixed before I make an appointment. According to the regulations of our faculty's doctoral regulations, admission to a doctorate is dependent on proof that at least six semesters were studied at a university in the German Reich or a foreign university set up in the German way. The universities of Great Britain are not among the latter. 
"You only studied five semesters at German universities and your ten semesters, which you have spent in Scotland and England, cannot be credited easily ...  [you will need] a special dispensation from the Minister of Spiritual and Educational Affairs. ...

"I wrote to the Minister for this purpose eight days ago. It is hoped that he will give his approval, and then I would presumably be able to schedule the day of rigorosum before Christmas as you requested it."
She  soon received the Minister's dispensation and passed her exams in "mathematics, physics and philosophy" on December 20, 1911, with the accolade magna cum laude. Thus, Cameron became the first female to earn a PhD in mathematics at that university and her dissertation was published in 1912.
Ela logo recebeu dispensa do ministro e passou nos exames de matemática, física e filosofia em 20 de dezembro de 1911, com a avaliação magna cum laude. Assim, Cameron se tornou a primeira mulher a obter um PhD em matemática naquela universidade e sua tese foi publicada em 1912.
Em 28 de setembro de 1912 Cameron casou com o advogado Edward Vincent Thompson, e ela retornou ao Newnham College por um ano, começando em 1912 como "Assistant Lecturer". Com esta nomeação, de acordo com Lorch-Göllner, ela foi "a única [mulher] das primeiras estudantes de matemática após seu doutorado - mesmo que temporariamente - a trabalhar como professora de matemática em uma instituição científica".

### Anos finais
Em 1913 o casal mudou-se para Londres para que Edward Thompson pudesse prosseguir sua carreira com um cargo no Tesouro Britânico. Jessie Thompson deu à luz uma filha e dois filhos e continuou sua associação com o Newnham College até 1927. Durante a Primeira Guerra Mundial a família Thompson mudou-se para Berkhamsted, Inglaterra, onde Jessie começou a trabalhar com o British National Council of Women.
Jessie Forbes (Cameron) Thompson morreu em 27 de março de 1968 em Southwold, Inglaterra, aos 85 anos de idade.

## Trabalhos publicados
- Cameron, Jessie Forbes. About the decomposition of a prime number in a composed body. University of Marburg, 1912.